# Andreas Worenz
Andreas Worenz (* 24. September 1982 in Innsbruck) ist ein österreichischer Basketballtrainer und ehemaliger -spieler. Der 1,97 Meter große Flügelspieler gehörte als Aktiver jahrelang zum Aufgebot des Bundesligisten UBC St. Pölten und war österreichischer Teamspieler. Zudem spielte er in Deutschland in der Basketball-Bundesliga und in der 2. Basketball-Bundesliga.

## Laufbahn
Der aus St. Pöltens Jugend stammende Worenz schaffte zu Beginn der 2000er Jahre den Sprung in das Bundesliga-Aufgebot des UBC St. Pölten.
Mit dem UBC trat er auch im Europapokalbewerb Korać-Cup an. Später ging er nach Deutschland und stieg 2004 mit dem SV Tübingen (später in Walter Tigers Tübingen umbenannt) in die erste Liga auf. Ab Januar 2005 war er für den BV Chemnitz 99 in der zweiten Liga im Einsatz. Er wurde bei den Sachsen Mannschaftskapitän und absolvierte mit 134 Spielen für Chemnitz so viele wie keiner vor ihm. In Chemnitz lernte er auch seine spätere Partnerin Susann kennen. Worenz studierte Sportwissenschaft, Psychologie und Soziologie an der Technischen Universität Chemnitz. Er verließ den Verein 2009 aufgrund seiner Einberufung zum Bundesheer und wechselte somit zum UBC St. Pölten.
In St. Pölten spielte er bis 2014 in der Bundesliga. Als Trainer betreute er Jugendmannschaften in St. Pölten und wurde ab Sommer 2013 als Sportkoordinator des Niederösterreichischen Sportleistungszentrum in St. Pölten tätig. Im August 2017 wurde er Cheftrainer von St. Pöltens Herrenmannschaft in der zweiten Liga. 2019 gelang der Erstligaaufstieg, in den folgenden drei Jahren führte er die Mannschaft dreimal in die Bundesliga-Meisterschaftsrunde. Am Ende der Saison 2021/22 gab er das Traineramt in St. Pölten ab und wechselte beim selben Verein ins Amt des Sportlichen Leiters. Ende Februar 2025 sprang er nach der Entlassung von Ioannis Tsirogiannis wieder als St. Pöltens Trainer ein.